# World Poker Tour seizoen 11
Een overzicht van de evenementen uit het elfde seizoen van de World Poker Tour (WPT) en resultaten van de hoofdtoernooien daarvan. De winnaars hiervan schrijven naast het prijzengeld een officiële WPT-titel op hun naam:

### Merit Cyprus Classic
- Casino: Merit Crystal Cove Hotel and Casino, Cyprus
- Buy-in: $4.000,- + $400,-
- Datum: 4 t/m 9 augustus 2012
- Aantal deelnemers: 329
- Totaal prijzengeld: $1.212.694,-
- Aantal uitbetalingen: 36

| Positie | Naam               | Prijs      |
| ------- | ------------------ | ---------- |
| 1ste    | Marvin Rettenmaier | $287.784,- |
| 2de     | Artur Voskanyan    | $184.020,- |
| 3de     | Ran Azor           | $118.360,- |
| 4de     | Victor Parashiv    | $87.610,-  |
| 5de     | Joseph El Khoury   | $65.770,-  |
| 6de     | Kiryl Radzivonau   | $52.590,-  |

### Parx Open Poker Classic
- Casino: Parx Casino, Bucks County
- Buy-in: $3.300,- + $200,-
- Datum: 10 t/m 15 augustus 2012
- Aantal deelnemers: 500
- Totaal prijzengeld: $1.600.500,-
- Aantal uitbetalingen: 54

| Positie | Naam             | Prijs      |
| ------- | ---------------- | ---------- |
| 1ste    | Anthony Gregg    | $416.127,- |
| 2de     | Stephen Reynolds | $244.877,- |
| 3de     | Chris Lee        | $158.450,- |
| 4de     | Larry Sharp      | $108.034,- |
| 5de     | Chris Vandeursen | $76.824,-  |
| 6de     | Andre Nyffeler   | $61.619,-  |

### Legends of Poker
- Casino: The Bicycle Casino, Bell Gardens
- Buy-in: $3.500,- + $200,-
- Datum: 24 t/m 29 augustus 2012
- Aantal deelnemers: 622
- Totaal prijzengeld: $2.111.690,-
- Aantal uitbetalingen: 63

| Positie | Naam          | Prijs      |
| ------- | ------------- | ---------- |
| 1ste    | Josh Hale     | $500.000,- |
| 2de     | Max Steinberg | $293.490,- |
| 3de     | Raouf Malek   | $192.400,- |
| 4de     | Ali Eslami    | $133.700,- |
| 5de     | Greg Mueller  | $97.100,-  |
| 6de     | Jeff Madsen   | $75.400,-  |

### Grand Prix de Paris
- Casino: Aviation club de France, Parijs
- Buy-in: €7.500,-
- Datum: 10 t/m 15 september 2012
- Aantal deelnemers: 228
- Totaal prijzengeld: €1.624.500,-
- Aantal uitbetalingen: 27

| Positie | Naam             | Prijs      |
| ------- | ---------------- | ---------- |
| 1ste    | Matt Salsberg    | €400.000,- |
| 2de     | Theo Jørgensen   | €264.600,- |
| 3de     | Philipp Gruissem | €170.065,- |
| 4de     | Timothy Adams    | €125.775,- |
| 5de     | Mohsin Charania  | €95.615,-  |
| 6de     | Fabian Quoss     | €75.765,-  |

### WPT Malta
- Casino: Casino at Portomaso, Portomaso
- Buy-in: €3.000,- + €300,-
- Datum: 16 t/m 20 september 2012
- Aantal deelnemers: 169
- Totaal prijzengeld: €643.641,-
- Aantal uitbetalingen: 21

| Positie | Naam             | Prijs      |
| ------- | ---------------- | ---------- |
| 1ste    | Yorane Kerignard | €120.000,- |
| 2de     | Jackson Genovesi | €82.370,-  |
| 3de     | Alessio Isaia    | €52.600,-  |
| 4de     | Hui Chen-Kuo     | €39.200,-  |
| 5de     | Zeljko Krizan    | €29.300,-  |
| 6de     | Sampo Ryynanen   | €23.300,-  |

### Borgata Poker Open
- Casino: Borgata Hotel Casino, Atlantic City
- Buy-in: $3.300,- + $200,-
- Datum: 16 t/m 21 september 2012
- Aantal deelnemers: 1181
- Totaal prijzengeld: $3.897.300,-
- Aantal uitbetalingen: 110

| Positie | Naam            | Prijs      |
| ------- | --------------- | ---------- |
| 1ste    | Ben Hamnett     | $818.847,- |
| 2de     | Matthew Burnitz | $488.850,- |
| 3de     | Tyler Patterson | $298.950,- |
| 4de     | Ofir Mor        | $250.065,- |
| 5de     | Steve Brecher   | $206.821,- |
| 6de     | David Diaz      | $167.337,- |

### WPT Emperors Palace Poker Classic
- Casino: Emperors Palace Hotel Casino Convention Entertainment Resort, Johannesburg
- Buy-in: $3.300,- + $300,-
- Datum: 22 t/m 26 oktober 2012
- Aantal deelnemers: 230
- Totaal prijzengeld: $759.000,-
- Aantal uitbetalingen: 27

| Positie | Naam             | Prijs      |
| ------- | ---------------- | ---------- |
| 1ste    | Dominik Nitsche  | $206.153,- |
| 2de     | Jerome Bradpiece | $121.477,- |
| 3de     | Ross William     | $80.985,-  |
| 4de     | Wesley Wiegand   | $56.321,-  |
| 5de     | Jason Strauss    | $41.965,-  |
| 6de     | Andrew Anthony   | $32.394,-  |

### Bestbet Jacksonville Fall Poker Scramble
- Casino: BestBet Jacksonville, Jacksonville
- Buy-in: $3.200,- + $300,-
- Datum: 9 t/m 13 november 2012
- Aantal deelnemers: 477
- Totaal prijzengeld: $1.526.400,-
- Aantal uitbetalingen: 45

| Positie | Naam           | Prijs      |
| ------- | -------------- | ---------- |
| 1ste    | Noah Schwartz  | $402.972,- |
| 2de     | Byron Kaverman | $236.592,- |
| 3de     | Ryan Hartmann  | $153.403,- |
| 4de     | Hans Winzeler  | $106.848,- |
| 5de     | Brian Senie    | $77.083,-  |
| 6de     | Lee Markholt   | $61.819,-  |

### WPT Kopenhagen
- Casino: Casino Copenhagen, Kopenhagen
- Buy-in: DKr 24.000,- + DKr 2.250,-
- Datum: 12 t/m 17 november 2012
- Aantal deelnemers: 229
- Totaal prijzengeld: DKr 5.496.000,-
- Aantal uitbetalingen: 27

| Positie | Naam                      | Prijs           |
| ------- | ------------------------- | --------------- |
| 1ste    | Emil Olsson               | DKr 1.346.000,- |
| 2de     | Morten Klein              | DKr 845.000,-   |
| 3de     | Philip Jacobsen           | DKr 545.000,-   |
| 4de     | Stanislav Barshak         | DKr 400.000,-   |
| 5de     | Robin Christoffer Ylitalo | DKr 300.000,-   |
| 6de     | Jan Djerberg              | DKr 240.000,-   |

### WPT Montréal
- Casino: Playground Poker Club, Kahnawake
- Buy-in: $3.000,- + $300,-
- Datum: 23 t/m 27 november 2012
- Aantal deelnemers: 1173
- Totaal prijzengeld: $3.387.930,-
- Aantal uitbetalingen: 117

| Positie | Naam              | Prijs      |
| ------- | ----------------- | ---------- |
| 1ste    | Jonathan Roy      | $784.101,- |
| 2de     | Pascal Lefrançois | $473.572,- |
| 3de     | Jeff Gross        | $319.238,- |
| 4de     | Gavin Smith       | $212.937,- |
| 5de     | Sylvain Siebert   | $147.184,- |
| 6de     | Peter Kaemmerlen  | $113.792,- |

### WPT Mazagan
- Casino: Mazagan Beach and Golf Resort, El Jadida
- Buy-in: €3.200,- + €300,-
- Datum: 27 november t/m 1 december 2012
- Aantal deelnemers: 146
- Totaal prijzengeld: €438.253,-
- Aantal uitbetalingen: 18

| Positie | Naam             | Prijs      |
| ------- | ---------------- | ---------- |
| 1ste    | Giacomo Fundaro  | €127.707,- |
| 2de     | Frederic Brunet  | €75.225,-  |
| 3de     | Jeremy Nock      | €48.673,-  |
| 4de     | Davidi Kitai     | €35.928,-  |
| 5de     | Clement Beauvois | €26.990,-  |
| 6de     | Bruno Fitoussi   | €21.681,-  |

### WPT Praag
- Casino: Corinthia Casino, Praag
- Buy-in: €3.000,- + €300,-
- Datum: 3 t/m 9 december 2012
- Aantal deelnemers: 567
- Totaal prijzengeld: €1.684.295,-
- Aantal uitbetalingen: 72

| Positie | Naam             | Prijs      |
| ------- | ---------------- | ---------- |
| 1ste    | Marcin Wydrowski | €325.000,- |
| 2de     | Alexander Lahkov | €213.775,- |
| 3de     | Bodo Sbrzesny    | €137.470,- |
| 4de     | Tony Chang       | €101.800,- |
| 5de     | Michael Gagliano | €76.315,-  |
| 6de     | Alin Grasu       | €61.150,-  |

### Five Diamond World Poker Classic
- Casino: Bellagio, Las Vegas
- Buy-in: $10.000,- + $300,-
- Datum: 4 t/m 9 december 2012
- Aantal deelnemers: 503
- Totaal prijzengeld: $4.879.100,-
- Aantal uitbetalingen: 54

| Positie | Naam                 | Prijs        |
| ------- | -------------------- | ------------ |
| 1ste    | Ravi Raghavan        | $1.268.571,- |
| 2de     | Shawn Buchanan       | $746.502,-   |
| 3de     | Thomas Winters       | $483.031,-   |
| 4de     | Antonio Esfandiari   | $329.339,-   |
| 5de     | Andrew Lichtenberger | $234.197,-   |
| 6de     | Jeremy Kottler       | $187.845,-   |

### Borgata Winter Poker Open
- Casino: Borgata Hotel Casino, Atlantic City
- Buy-in: $3.300,- + $200,-
- Datum: 27 januari t/m 1 februari 2013
- Aantal deelnemers: 1042
- Totaal prijzengeld: $3.335.442,-
- Aantal uitbetalingen: 100

| Positie | Naam              | Prijs      |
| ------- | ----------------- | ---------- |
| 1ste    | Andy Hwang        | $730.053,- |
| 2de     | Jim Anderson      | $438.698,- |
| 3de     | Mike Gogliormella | $265.475,- |
| 4de     | Matt Haugen       | $222.336,- |
| 5de     | Jeremy Druckman   | $182.514,- |
| 6de     | Matt Salsberg     | $147.671,- |

### WPT Lucky Hearts Poker Open
- Casino: Seminole Hard Rock Hotel and Casino, Hollywood
- Buy-in: $3.250,- + $250,-
- Datum: 8 t/m 12 februari 2013
- Aantal deelnemers: 369
- Totaal prijzengeld: $1.199.250,-
- Aantal uitbetalingen: 36

| Positie | Naam           | Prijs      |
| ------- | -------------- | ---------- |
| 1ste    | Matt Giannetti | $298.304,- |
| 2de     | Lily Kiletto   | $191.880,- |
| 3de     | Darryll Fish   | $125.921,- |
| 4de     | Danny Shiff    | $86.946,-  |
| 5de     | Hayden Fortini | $64.160,-  |
| 6de     | Matt Salsberg  | $50.968,-  |

### WPT Baden
- Casino: Casino Baden, Baden
- Buy-in: €3.300,-
- Datum: 19 t/m 24 februari 2013
- Aantal deelnemers: 254
- Totaal prijzengeld: €1.031.142,-
- Aantal uitbetalingen: 27

| Positie | Naam               | Prijs      |
| ------- | ------------------ | ---------- |
| 1ste    | Vladimir Bozinovic | €271.258,- |
| 2de     | Paul Berende       | €172.695,- |
| 3de     | Oswin Zieglebecker | €111.587,- |
| 4de     | Kimmo Kurko        | €81.034,-  |
| 5de     | Marvin Rettenmaier | €59.496,-  |
| 6de     | Grzegorz Wyraz     | €47.820,-  |

### L.A. Poker Classic
- Casino: Commerce Casino, Commerce
- Buy-in: $10.000,-
- Datum: 23 t/m 28 februari 2013
- Aantal deelnemers: 517
- Totaal prijzengeld: $4.963.200,-
- Aantal uitbetalingen: 63

| Positie | Naam           | Prijs        |
| ------- | -------------- | ------------ |
| 1ste    | Paul Klann     | $1.004.090,- |
| 2de     | Paul Volpe     | $651.170,-   |
| 3de     | Jesse Yaginuma | $429.810,-   |
| 4de     | Danny Fuhs     | $316.650,-   |
| 5de     | David Fong     | $236.250,-   |
| 6de     | Toby Lewis     | $193.560,-   |

### Bay 101 Shooting Star
- Casino: Bay 101, San Jose
- Buy-in: $7.500,-
- Datum: 4 t/m 8 maart 2013
- Aantal deelnemers: 643
- Totaal prijzengeld: $4.597.450,-
- Aantal uitbetalingen: 63

| Positie | Naam          | Prijs        |
| ------- | ------------- | ------------ |
| 1ste    | WeiKai Chang  | $1.138.350,- |
| 2de     | Joe Nguyen    | $666.740,-   |
| 3de     | Paul Volpe    | $435.610,-   |
| 4de     | Erik Seidel   | $295.590,-   |
| 5de     | Chris Johnson | $208.910,-   |
| 6de     | Joe Kuether   | $162.240,-   |

### WPT Venice Grand Prix
- Casino: Casino di Venezia, Venetië
- Buy-in: €3.000,- + €300,-
- Datum: 25 t/m 30 maart 2013
- Aantal deelnemers: 173
- Totaal prijzengeld: €519.000,-
- Aantal uitbetalingen: 21

| Positie | Naam               | Prijs      |
| ------- | ------------------ | ---------- |
| 1ste    | Rocco Palumbo      | €180.097,- |
| 2de     | Marcello Montagner | €108.316,- |
| 3de     | Mike Sexton        | €69.723,-  |
| 4de     | Roberto Begni      | €51.585,-  |
| 5de     | Xia Lin            | €38.721,-  |
| 6de     | Erion Islamay      | €31.002,-  |

### WPT Barcelona
- Casino: Casino Barcelona, Barcelona
- Buy-in: €3.200,- + €300,-
- Datum: 5 t/m 10 april 2013
- Aantal deelnemers: 249
- Totaal prijzengeld: €796.800,-
- Aantal uitbetalingen: 27

| Positie | Naam                 | Prijs      |
| ------- | -------------------- | ---------- |
| 1ste    | Chanracy Khun        | €200.000,- |
| 2de     | Benjamin Pollak      | €126.000,- |
| 3de     | Antonio Alfaia       | €83.000,-  |
| 4de     | Tahiri Hassani Najib | €62.000,-  |
| 5de     | Bruno Garcia Cotelo  | €46.000,-  |
| 6de     | Sergio Fernandez     | €37.000,-  |

### Seminole Hard Rock Showdown
- Casino: Seminole Hard Rock Hotel and Casino Hollywood, Hollywood
- Buy-in: $5.000,-
- Datum: 11 t/m 16 april 2013
- Aantal deelnemers: 542
- Totaal prijzengeld: $2.547.000,-
- Aantal uitbetalingen: 54

| Positie | Naam           | Prijs      |
| ------- | -------------- | ---------- |
| 1ste    | Kevin Eyster   | $660.395,- |
| 2de     | Ben Tarzia     | $389.750,- |
| 3de     | Zo Karim       | $252.190,- |
| 4de     | Paul Dlugozima | $171.950,- |
| 5de     | Daniel Letts   | $122.275,- |
| 6de     | Jeff Madsen    | $100.000,- |

### Bestbet Open
- Casino: Bestbet Jacksonville, Jacksonville
- Buy-in: $3.500,-
- Datum: 26 t/m 30 april 2013
- Aantal deelnemers: 351
- Totaal prijzengeld: $1.123.204,-
- Aantal uitbetalingen: 36

| Positie | Naam            | Prijs      |
| ------- | --------------- | ---------- |
| 1ste    | Mike Linster    | $321.521,- |
| 2de     | David Bell      | $175.712,- |
| 3de     | Danny Schechter | $115.311,- |
| 4de     | Pete Chwala     | $79.619,-  |
| 5de     | Pete Tinnesz    | $58.754,-  |
| 6de     | David Diaz      | $46.673,-  |

### Canadian Spring Championship
- Casino: Playground Poker, Kahnawake
- Buy-in: $3.300,-
- Datum: 3 t/m 9 mei 2013
- Aantal deelnemers: 735
- Totaal prijzengeld: $2.121.244,-
- Aantal uitbetalingen: 72

| Positie | Naam             | Prijs      |
| ------- | ---------------- | ---------- |
| 1ste    | Amir Babakhani   | $442.248,- |
| 2de     | Barry Kruger     | $272.555,- |
| 3de     | Jason Duval      | $199.029,- |
| 4de     | Bobby Liang      | $136.700,- |
| 5de     | Martin Leblanc   | $102.251,- |
| 6de     | Jonathan Bardier | $81.767,-  |

### WPT World Championship
- Casino: Bellagio, Las Vegas
- Buy-in: $25.000,-
- Datum: 18 t/m 24 mei 2013
- Aantal deelnemers: 146
- Totaal prijzengeld: $3.540.500,-
- Aantal uitbetalingen: 15

| Positie | Naam           | Prijs        |
| ------- | -------------- | ------------ |
| 1ste    | David Rheem    | $1.150.297,- |
| 2de     | Erick Lindgren | $650.275,-   |
| 3de     | Jonathan Roy   | $421.800,-   |
| 4de     | Matt Hyman     | $289.988,-   |
| 5de     | Brandon Steven | $223.203,-   |
| 6de     | David Peters   | $173.993,-   |

WPT seizoen 1 · WPT seizoen 2 · WPT seizoen 3 · WPT seizoen 4 · WPT seizoen 5 · WPT seizoen 6 · WPT seizoen 7 · WPT seizoen 8 · WPT seizoen 9 · WPT seizoen 10 · WPT seizoen 11 · WPT seizoen 12 · WPT seizoen 13 · WPT seizoen 14 · WPT seizoen 15 · WPT seizoen 16 · WPT seizoen 17 · WPT seizoen 18 · WPT seizoen 19